# Club Deportivo Mandiyú
El Club Deportivo Mandiyú es un club de fútbol argentino fundado el 14 de diciembre de 1952 en la ciudad de Corrientes en la provincia homónima, que milita en el Torneo Regional Federal Amateur. Fue fundado por iniciativa de directivos y obreros de la empresa desmotadora de algodón Tipoití S.A. Propiedad de Eduardo Seferian. A pesar de nunca haber contado con un campo de juego propio, se relaciona a este club con los Barrios Anahí e Industrial de Corrientes, donde se halla la planta principal de la citada desmotadora.
Este club tuvo sus años de esplendor a finales de los  años 1980 y la primera mitad de los años 1990, en los cuales jugó en la Primera B Nacional, categoría de la que se consagró campeón en la temporada 1987-88, obteniendo el ascenso a la Primera División de Argentina. Durante su estancia en la Primera División, una serie de desmanejos económicos provocaron la salida de Eduardo Seferian de la conducción del club y la adquisición del mismo por parte del político Roberto Cruz. La gestión de este último provocó un descalabro financiero, que desembocó en la quiebra de la institución y posterior cese de actividades, quedando inactiva entre 1995 y 2010.
Participó en Primera División desde 1988 hasta 1995, cuando por motivos económicos el club dejó de funcionar. La mejor posición obtenida fue tercero en el Torneo Clausura 1991.
En 1998 un grupo de exdirectivos y aficionados de Mandiyú crearon un club homenaje llamado Club Social y Deportivo Textil Mandiyú, que alternó entre la Liga Correntina de fútbol y el Torneo Federal B. 
En mayo de 2010, una comisión normalizadora que obtuvo los derechos deportivos del Club Deportivo Mandiyú, restituyó a la institución dentro de la Liga Correntina de Fútbol, en la categoría de Primera B. Tras consagrarse campeón invicto, obtuvo el ascenso por invitación al Torneo Argentino B, gracias al Consejo Federal del Fútbol Argentino.
En junio de 2016, tras años de rivalidad, discusiones absurdas con el Club Social y Deportivo Textil Mandiyú, ambos clubes decidieron fusionarse y participar del Torneo Federal B Complementario 2016. En este campeonato obtuvieron el ascenso al Torneo Federal A 2017-18, tras derrotar en la final a Ben Hur de Rafaela por 1-0 global.
Actualmente disputa la Liga Correntina, quinta categoría de los clubes afiliados indirectamente, y el Torneo Provincial de Clubes, por una plaza en el Torneo Regional Amateur 2022.

## Historia
El club fue fundado el 14 de diciembre de 1952 por un grupo de trabajadores de la fábrica textil "Tipoití", propiedad del empresario Eduardo Seferian. El equipo se llamaba Empresa Deportiva Tipoiti pero como no se aceptaban nombres con firmas comerciales, fue bautizado con el nombre "Mandiyú"  que significa 'Algodón' en  guaraní.
En 1972 Mandiyú empieza a competir en los Torneos Regionales en busca de una plaza al Torneo Nacional. El objetivo lo cumplió en 1974 cuando derrotó por penales a Atlético Paraná en la final de perdedores y obtuvo la clasificación al Torneo Nacional.   
Tras convertirse en el conjunto más ganador de la Liga Correntina en 1985, inició su experiencia profesional ganando el Torneo del Interior 1986 derrotando en la final correntina a Boca Unidos, de esta forma pasó a formar parte del flamante Campeonato Nacional B 1986-87. En esa temporada consiguió el 7.º puesto y fue eliminado en cuartos de final de la Promoción por el Club Atlético Huracán.
Disputa el derbi de la provincia con el Club Atlético Boca Unidos, siendo ambos los clubes más ganadores y representativos de Corrientes.

Sin embargo, en el torneo Nacional B 1987/88 se consagró campeón y ascendió a Primera División bajo la dirección técnica de Juan Manuel Guerra, un histórico entrenador del Ascenso, al igualar 0-0 como visitante ante su inmediato perseguidor, el Club Atlético Quilmes, en la anteúltima fecha. Entre sus figuras se encontraban algunos jugadores que poseían experiencia en campeonatos mundiales con sus respectivas selecciones, como Pedro Barrios (Uruguay), Adolfino Cañete (Paraguay), o José Horacio Basualdo, quien luego formaría parte de la Selección Argentina subcampeona en Italia '90. 

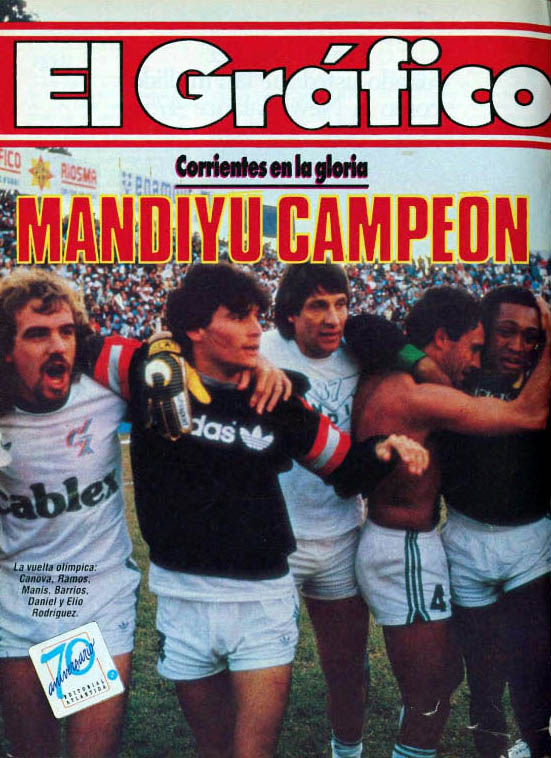

Gracias a este logro, el equipo correntino tuvo la posibilidad de aspirar a una plaza para participar en la Copa Libertadores 1988, a través de la llamada Liguilla Pre-Libertadores.
Era una verdadera hazaña conseguir la clasificación, ya que el rival era nada menos que San Lorenzo de Almagro, subcampeón de Primera División. No obstante, Mandiyú tuvo un dignísimo papel y sólo cayó por ventaja deportiva, ya que igualó 1-1 en los dos cotejos disputados. Ese mismo año, San Lorenzo llegaría hasta una de las semifinales de la Libertadores.

### Primera División (1988-1995)
La consolidación en la máxima categoría fue sumamente complicada debido a la irregularidad de las primeras campañas. Para su tercer torneo, el club ya había adquirido cierto rodaje y se logró un merecido 10.º puesto con importantes victorias: 2-1 a Boca Juniors y a River, un histórico 3-0 a Independiente, siendo esta la única goleada a uno de los grandes, un 4-3 a Racing y 3-2 a San Lorenzo, esta última en condición de visitante, cabe destacar que Mandiyú estuvo arriba en el historial contra los cuervos, hasta 1995 cuando San Lorenzo logró ganar 3 de los últimos 4 partidos y así empardar el historial entre ambos. Los delanteros Félix Torres y José Blanchart fueron grandes protagonistas al marcar 13 goles cada uno.
Parecía que la adaptación al formato de los torneos cortos no iba a ser fácil en aquel debut del Apertura disputado en la segunda mitad de 1990, después del balance que dejó el 17.º lugar.

No obstante, en febrero del '91 se inició la mejor campaña en la historia del club al trepar al tercer lugar del podio, debajo del campeón Boca Juniors y su escolta San Lorenzo de Almagro. 

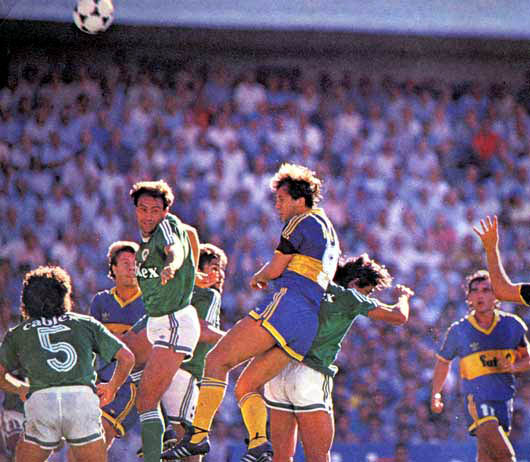
Perazzo_vs_mandiyu

Si bien en ese certamen no hubo triunfos rutilantes ni partidos históricos (se perdió ante todos los grandes, salvo River, con el cual se igualó en el Monumental), el éxito se basó en la fortaleza física de sus jugadores -que muchas veces se excedían en foules- y en la solidez de su defensa, por lo que fue la segunda valla menos vencida del certamen al punto que en diez partidos no recibió goles.
Se recuerda hasta el día de hoy que Mandiyú era "el equipo de los paraguayos y uruguayos", ya que al no haber límites para el cupo de extranjeros, el técnico Oscar López incluía habitualmente entre seis y siete jugadores de esa nacionalidad como titulares. Ellos eran los uruguayos Pedro Barrios, Fernando Kanapkis, César Vega, José Luis Cardozo, Ricardo Perdomo y Luis Ramos, y los paraguayos Roberto Lugo, Alfredo Mendoza y Félix Torres. Completaban ese equipo el arquero Rubén Cousillas, el zaguero Pablo Sixto Suárez y los volantes Pablo Quiroga y Julio Olarticoechea, tres veces internacional mundialista (1982, 1986 y 1990) con la Selección Argentina.
En el Torneo Apertura de 1991 finalizaría 6.ª, con apenas cuatro puntos menos que River (el campeón de aquel torneo), pero los tiempos felices no volverían. En las campañas siguientes el equipo deambularía por debajo de la mitad de la tabla, con actuaciones cada vez peores y un público que dejó progresivamente de brindar el aliento de siempre.
Durante la segunda mitad del '91 el nivel de equipo se mantuvo y la sexta colocación en la tabla de posiciones fue un grato reflejo, pero en el Clausura '92 todas esas ilusiones se desvanecieron con una pésima labor que finalizó en el 18.º puesto. De ahí en adelante ya no habría más alegrías.

### Inactividad
En 1993, la Asociación del Fútbol Argentino, impidió mediante una resolución los intentos de Seferian por convertir a Mandiyú en una S.A y solucionar así graves problemas financieros.
Al año siguiente, el diputado menemista Roberto Cruz y el dirigente de San Lorenzo Roberto Navarro adquirieron el club en 2 millones de dólares. Diego Armando Maradona se hizo cargo de la dirección técnica del equipo y también se incorporó al arquero -internacional con la Selección Argentina - Sergio Goycochea.
El Clausura de 1995, que significó el descenso al Nacional B, plasmó el rotundo fracaso del proyecto, debido al desempeño del tándem dirigencial Cruz-Navarro y a la actuación del equipo, al que se le debían varios meses de sueldo.
Finalmente, el gerenciador decidió que Mandiyú no estaba preparado económicamente para afrontar la siguiente temporada del Nacional B y se marchó de Corrientes. Sin conducción dirigencial, a mediados de 1995 Mandiyú fue desafiliado de la Liga Correntina de fútbol por deudas con el Consejo Federal y desapareció.
A causa de esta situación, Huracán Corrientes ocupó la plaza vacante y ascendió a la Primera División con algunos jugadores que habían formado parte de Mandiyú, como Julio César Marinilli y Sergio Umpiérrez.
En 1998, un grupo de exdirigentes y simpatizantes de Mandiyú decidieron crear una nueva institución originalmente llamada Deportivo Textil, nombre al que posteriormente se le agregó el de Mandiyú para confirmar la intención de sus fundadores de mantener vivo el espíritu del club original. En 2016 el club se fusionó con el original Club Deportivo Mandiyú, volviendo a ser el original Mandiyú que representará a los "algodoneros". En ese momento el club militaba en el Torneo Argentino A y hacia 2022 disputa la Liga Correntina de Fútbol.

### El regreso
La Inspección General de Personas Jurídicas le otorgó los derechos deportivos del club al Dr. Césareo Hraste, quien formó una comisión normalizadora.
Tras confirmarse su participación en la Primera B de la Liga Correntina de Fútbol, Deportivo Mandiyú debutó en el certamen el 8 de mayo de 2011 con una goleada por 3-0 a Nueva Valencia de Riachuelo en la cancha de Libertad ante un estadio colmado. El 22 de agosto de ese mismo año, luego de derrotar a Corrientes FC por 1 a 0 en el estadio de Ferroviario, ascendió de manera invicta a la máxima categoría de la Liga Correntina de Fútbol.
El equipo correntino volvió a disputar un torneo AFA gracias a la invitación del Consejo Federal del fútbol argentino a la edición 2012/13 del Torneo Argentino B, pero luego descendió al Torneo Argentino C. En 2015 se consagró subcampeón de la Liga Correntina de Fútbol y logró el ascenso al Torneo Argentino C.
En 2016 José M. Beigbeder llega al cargo de presidente de la institución como consecuencia de una lista única y de consenso entre los asociados del club Albo. Es el primer traspaso de autoridades que se produce en el club desde su refundación institucional producida en 2010, cuando Bruno Carlino asumió como presidente.
Además, se presentó el cuerpo técnico del plantel de futbolistas que competirá en el torneo del Interior 2016, encabezado por el entrenador Pablino Pavón. Pero Deportivo Mandiyú se fue temprano del Torneo Federal C. al quedar eliminado por Villa Alvear de Resistencia en definición desde el punto del penal.
A fines de junio, Textil Mandiyú tuvo una Asamblea donde se decidió que Gonzalo Saravia era el nuevo presidente. Eso lo establecía el Consejo Federal para que pueda jugar en este Federal B. Días después, la entidad se fusionó con Deportivo Mandiyú y quedó Juan Ignacio Igarzábal como titular.El lunes 27 de junio de 2016 en la sede de la Liga Correntina de Fútbol se presentó la unión deportiva entre los clubes Deportivo Mandiyú y Textil Mandiyú. La unión deportiva que se concretó para competir en el torneo Federal B, donde Textil Mandiyú cuenta con una plaza y ya confirmó su participación al certamen que arrancará el 15 de agosto, el encargado de llevar adelante la Fusión de ambas instituciones.
Dirigidos por Pablo Suárez, este plantel comenzó su camino el 14 de agosto ante Ferroviario (1-1), la zona fue muy dura y solo perdió en sus visitas a Madariaga de Paso de los Libres (2-1), Huracán de Goya (4-0), Resistencia Central (2-0) y Villa Alvear (2-0). Pero encontró regularidad y de los últimos 8 partidos, ganó 5 y empató 3. En estos meses de categoría zonal, Mandiyú jugó 18 partidos, cerró primero en la Zona B del Litoral Norte y se mantuvo invicto en playoffs. Su racha anuncia 7 victorias, otros 7 empates y solo 4 derrotas.Jugó en la fase inicial con los correntinos de Ferroviario, Deportivo Madariaga y Huracán de Goya, los chaqueños de Villa Alvear y Resistencia Central y los misioneros de Bartolomé Mitre. En la zona de definiciones volvió a cruzarse con Ferro pero también eliminó a Atlético Laguna Blanca de Formosa y Ben Hur de Rafaela. hasta que el 17 de diciembre del año 2016 volvió a tener una cita con otro ascenso histórico después del global 1-0 ante Ben Hur de Rafaela para subir al Federal A. El plantel campeón fue conformado por:
Arqueros: Luis Rodríguez, Walter Darío Jamil Jara y Brian Ruiz Díaz.
Defensores: Gerardo Daniel Pablo Amarilla, Manuel Alejandro Barrios Alfonso, José Luis Gómez, Diego Hernán Coronel, Hugo Marcelo Herrera, Juan Pablo Rodríguez, Aníbal Alejandro Giménez y Gonzalo Adrián Ramírez.
Volantes: Roberto Domingo Félix Fleita, Pablo David Cáceres, Álvaro Pavón, Ariel Romero, Enzo Romero, Fernando Kratochvil, Lucas Yamil Ávalos, Nicolás Ferreira, Lucio Gómez y Juan Javier Romero.
Delanteros: Lucas Matías Mondragón, Diego Emanuel Monzón, Juan Martín Kuchack, César Molina, Ariel Reinero, Alberto Quevedo, Julio Sena y Guillermo Barrios.
El 24 de mayo el Gobierno de Corrientes) anuncia que al club Mandiyú se le donará un predio donde se hará el cierre perimetral y se construirán los vestuarios.
Hacia el año 2022 está disputando el Torneo Provincial de Clubes por una plaza en el Torneo Regional Amateur 2022

## Rivalidades

### Clásico Correntino
El Clásico correntino, es el derbi futbolístico que enfrenta a Mandiyú con el Club Atlético Boca Unidos. Se lo conoce con este término, dado que se trata del enfrentamiento entre dos de los equipos con  mayor número de simpatizantes en la capital correntina. Esta rivalidad tuvo sus páginas escritas a nivel nacional y también tuvo continuidad (a pesar de la desaparición provisoria de Mandiyú, por cuestiones judiciales y económicas), gracias a la posterior creación del Club Social y Deportivo Textil Mandiyú, considerado como continuador del legado del desaparecido Deportivo Mandiyú. La rivalidad continuó tras la reaparición del Mandiyú original en 2010, sin embargo, la presencia de "dos Mandiyú", provocó a su vez una suerte de enfrentamiento entre la entidad madre y su sucesora, compartiendo su rivalidad con el elenco aurirrojo. La situación finalmente se terminaría subsanando con la fusión del Deportivo y Textil en 2016, volviendo la rivalidad correntina a la normalidad.
A pesar de ser la rivalidad más difundida en el ámbito del fútbol correntino, el enfrentamiento entre Deportivo Mandiyú y Boca Unidos no tuvo ediciones a nivel nacional, circunscribiéndose actualmente al ámbito de la Liga Correntina de Fútbol, debido a la permanencia de Boca Unidos en el Torneo Federal A y a las continuas pérdidas de categoría que experimentara el Deportivo Mandiyú, sin poder lograr clasificarse a ningún torneo nacional de ascenso.

### Clásico de los Mandiyú
Se llamaba así a la rivalidad que se generó entre el Deportivo Mandiyú y su sucesor, el Club Social y Deportivo Textil Mandiyú. Tras la reaparición en escena del histórico Deportivo Mandiyú, socios y dirigentes del en ese entonces Textil Mandiyú, con su presidente Jorge Abib a la cabeza, expresaron su desacuerdo con el anuncio realizado por el grupo de hinchas encabezados por Bruno Carlino, quienes decidieron poner nuevamente en el campo de juego un equipo con el nombre y el escudo del histórico equipo algodonero. Aquellos desencuentros entre los representantes de ambas instituciones no tardaron en plasmarse dentro del campo de juego, dando inicio a una rivalidad considerada insólita, por tratarse de dos equipos con nombres y colores idénticos, que se decían representar una única historia. El Clásico de los Mandiyú llegó a tener tres ediciones a nivel nacional, luego de que a ambos se les cursara invitación para el reestructurado Torneo Argentino B 2012-13. En tanto que el tercer partido se disputó en una llave de Copa Argentina de dicha temporada, donde el Deportivo se impuso a Textil por vía de los penales. Finalmente, tras varias tratativas con idas y vueltas, la rivalidad tuvo punto final en el año 2016, cuando se anunció la fusión definitiva de ambas instituciones bajo el nombre del Deportivo Mandiyú, con miras a disputar el Torneo Federal B 2016.

### Mandiyú-Huracán
La rivalidad entre Mandiyú y el Club Atlético Huracán Corrientes, se enmarca dentro de una serie de enfrentamientos que involucra a los tres grandes del fútbol correntino (Mandiyú, Huracán Corrientes y Boca Unidos), con la particularidad de que en el caso de estos dos, se trata del enfrentamiento entre los dos equipos que alcanzaron a jugar en la Primera División de Argentina, sin embargo, lo hicieron en períodos diferentes ya que Huracán había ingresado a la Primera B Nacional tras la quiebra de Mandiyú. Por otro lado, el estadio de Huracán también es usado por Mandiyú para ejercer localía, lo que agrega condimentos al enfrentamiento. A su vez, la racha de ambas instituciones en cuanto a títulos dentro de la Liga Correntina de fútbol (estando ambos entre los clubes más laureados), convierte al enfrentamiento en un verdadero clásico de grandes.

### Mandiyú-Ferroviario
Tras la fusión en 2012 del Club Sportivo Ferroviario con el Corrientes FC, el primero comenzaba una nueva etapa institucional en el ámbito del deporte correntino, siendo conocido a partir de ahí como Ferroviario Corrientes Fútbol Club, equipo que entre otras cosas, mantuvo sus rivalidades históricas con el Club Atlético Libertad, el Lipton Football Club y también con Boca Unidos. Por su parte, Mandiyú retornaba dos años antes a la actividad en el fútbol correntino. Si bien Mandiyú ya había tenido enfrentamientos anteriores a estos sucesos con el viejo Sportivo Ferroviario, la rivalidad entre ambos se fundaba sobre la exitosa racha de ambos en cuanto a títulos de Liga o participaciones nacionales se trataba, generando una verdadera rivalidad entre "grandes". Sin embargo, la rivalidad entre algodoneros y ferroviarios quedó en evidencia, luego de los sucesos del 9 de enero de 2022, cuando ambos equipos disputaban la final del Torneo Oficial de la Liga Correntina de fútbol, el cual otorgaba una plaza para el Torneo Regional Federal Amateur. El juego se desarrollaba con normalidad, ganando Mandiyú por 1-0 con gol de Ariel Blanco, sin embargo y a los 46' del segundo tiempo (90' + 1 de prórroga), una supuesta falta en el área contra el jugador ferroviario Hernán Valenzuela, fue desestimada por el juez del cotejo Víctor Vallejos, lo que generó la reacción del plantel de Ferroviario. Pero lo que desencadenó el descontrol fue un puñetazo del arquero de Ferro, Alejandro Vallejos, al jugador de Mandiyú Emiliano Brunetti, desatando una feroz batalla campal entre los miembros de los dos planteles. La situación se terminó de ir de las manos, cuando miembros del público (local y visitante) ingresaron al campo de juego a seguir con los combates. Aquella final terminó resolviendose en el escritorio a favor de Mandiyú, pero marcó el inicio de una nueva rivalidad en el ámbito de la Liga Correntina.

### Clásico del Litoral
Se conoce como Clásico del Litoral a una tetralogía de partidos que enfrentan a los clubes más populares de la Provincia de Corrientes (Mandiyú y Boca Unidos), con los más populares de la Provincia del Chaco (Chaco For Ever y Sarmiento de Resistencia). El desarrollo de un partido que involucre a cualquiera de estos equipos, tanto de una como de otra provincia, es considerado un verdadero clásico a nivel nacional, ya que han tenido encuentros en categorías de nivel nacional. En el caso particular del Deportivo Mandiyú, su encono principal es con el Club Atlético Chaco For Ever, entidad de la Ciudad de Resistencia Chaco, con el cual tuvo importantes encuentros a nivel nacional, llegando a disputar partidos en la Primera División de Argentina, por tal motivo, este partido es considerado como el Clásico del Litoral histórico.  Al mismo tiempo, los encuentros entre albos y negros son considerados de máximo riesgo a la hora de enfrentamientos entre hinchadas, desplegándose importantes operativos policiales cada vez que una de las parcialidades tiene que cruzar el Puente General Manuel Belgrano para enfrentar al otro. Esta rivalidad a su vez, se da en el contexto de una vieja rivalidad folklórica entre las sociedades correntina y chaqueña.

### Otros rivales
•  Club Atlético Sarmiento: Pese a que Mandiyú tuvo pocos enfrentamientos a nivel nacional con esta entidad, el solo hecho de representar a sus respectivas provincias ya es motivo para incentivar rivalidad. Inicialmente, con quien Sarmiento se enfrentó a nivel nacional fue con el homónimo Textil Mandiyú, al que se enfrentó en los Torneos Argentino B. La antipatía entre ambas parcialidades surgió en el contexto de la rivalidad histórica entre las sociedades chaqueña y correntina, que ya enfrentaba a Sarmiento con Boca Unidos y a Mandiyú con Chaco For Ever. Tras el resurgimiento del Mandiyú original y la posterior fusión de los dos Mandiyú, el algodonero y el decano finalmente cruzaron caminos en los Torneos Argentino B y Federal A. A todo esto, la antipatía mutua que caracteriza al Clásico del Litoral se mantiene también entre estos dos equipos, como herencia de lo que fueron los cruces de Sarmiento con el desaparecido Textil Mandiyú, produciéndose hechos de violencia en los partidos disputados por ambos clubes.
| Historial Mandiyú-Sarmiento | Historial Mandiyú-Sarmiento | Historial Mandiyú-Sarmiento | Historial Mandiyú-Sarmiento | Historial Mandiyú-Sarmiento | Historial Mandiyú-Sarmiento | Historial Mandiyú-Sarmiento | Historial Mandiyú-Sarmiento |
| Torneos                     | Temporadas                  | PJ                          | Ganó M                      | PE                          | Ganó SR                     | Goles M                     | Goles SR                    |
| --------------------------- | --------------------------- | --------------------------- | --------------------------- | --------------------------- | --------------------------- | --------------------------- | --------------------------- |
| Torneo Argentino B          | 2012-13                     | 2                           | 0                           | 0                           | 2                           | 3                           | 7                           |
| Torneo Federal A            | 2017-18                     | 2                           | 1                           | 0                           | 1                           | 2                           | 1                           |
| Totales                     | Totales                     | 4                           | 1                           | 0                           | 3                           | 5                           | 8                           |

## Jugadores

### Plantel 2023
- Actualizado el 18 de Abril de 2023.

- Los equipos argentinos están limitados por la AFA a tener en su plantel de primera división un máximo de cuatro futbolistas extranjeros.

Bajas
César Molina a Deportivo Empedrado; Carlos Adalberto Rolon Segovia a Nacional (Par.)
Resultados más Destacados
A Boca Jrs. 2-0 Ap. '93; a Independiente 3-2 Cl. '95, 1-0 Torneo '90/'91

## Uniforme
- Uniforme titular: Camiseta, pantalón y medias blancos, con vivos verdes.
- Uniforme alternativo: Camiseta, pantalón y medias verdes, con vivos blancos.

### Marcas y patrocinadores
| Período       | Patrocinador |
| ------------- | ------------ |
| 1985-1995     | Adidas       |
| 2012–2014     | For Export   |
| 2014–2015     | Meta Futbol  |
| 2016–2022     | Sport 2000   |
| 2023          | Dece Sports  |
| 2023–Presente | Retiel       |

| Período       | Proveedor                                                                              |
| ------------- | -------------------------------------------------------------------------------------- |
| 1987-1990     | Cablex                                                                                 |
| 1990-1992     | Coventry                                                                               |
| 1992-1994     | Rosamonte                                                                              |
| 1994-1995     | Lotería Correntina                                                                     |
| 2012–2014     | Gobierno Provincial; Tipoiti; Droguería Avenida, Yunque, Distribuidora JB y Flecha Bus |
| 2015-2016     | D'azur Automóviles ; Meta Futbol ; Tipoiti ; Droguería Avenida ; Distribuidora JB      |
| 2016          | Rayovac; Gobierno Provincial; Tipoiti; Distribuidora JB; Mc Cain Foods                 |
| 2016-Presente | Rayovac, Gobierno Provincial; Ferretería Bucor; La Calandria FM 97.1                   |

## Estadio
El club no posee estadio propio, las veces que juega de local lo hace en el Estadio José Antonio Romero Feris del Club Atlético Huracán Corrientes

## Datos del club
Total de temporadas en AFA: 28
- Temporadas en Primera División: 8
  - Primera División: 7 (1988/89-1994/95)
  - Torneo Nacional: 1 (1974)
    - Mejor ubicación en Primera División: 3.º (Clausura 1990-91)
    - Peor ubicación en Primera División: 19.º (1994/95)
    - Máxima goleada a favor en Primera División: Mandiyú 4-0 Talleres (C) (1990) 
 Mandiyú 4-0 Racing (C) (1990)
    - Máxima goleada en contra en Primera División: Mandiyú 1-6 Chacarita (1974)
    - Ubicación en la tabla histórica de Primera División: 54.º
- Temporadas en Segunda División: 11
  - Primera B Nacional: 2 (1986/87-1987/88)
  - Torneo Regional: 9 (1972-1974, 1976-1977, 1980-1981, 1983, 1985/86)
    - Mejor ubicación en Segunda División: 1.º (1987/88)
    - Peor ubicación en Segunda División:
    - Máxima goleada a favor en Segunda División: Mandiyú 7-0 Maipú (M) (1987)
    - Máxima goleada en contra en Segunda División: Mandiyú 2-4 Huracán (1986)
    - Ubicación en la tabla histórica de Primera B Nacional: 84.º
- Temporadas en Tercera División: 2
  - Torneo del Interior: 1 (1986)
  - Torneo Federal A: 1 (2017/18)
    - Mejor ubicación en Tercera División: 1.º (1986)
    - Peor ubicación en Tercera División: 18.º (2017/18)
    - Máxima goleada en contra en Tercera División: Mandiyú 1-4 Sportivo Patria (2017/18)
    - Ubicación en la tabla histórica de Tercera División: 106.º
- Temporadas en Cuarta División: 5
  - Torneo Argentino B: 2 (2012/13, 2016)
  - Torneo Regional Federal Amateur: 3 (2019, 2023/24, 2024/25)
    - Mejor ubicación en Cuarta División: 1.º (2016)
    - Peor ubicación en Cuarta División: 13.º Zona 4 (2012/13)
    - Máxima goleada a favor en Cuarta División: Mandiyú 5-0 Empedrado (Corrientes) (2024/25)
    - Máxima goleada en contra en Cuarta División: Mandiyú 0-4 Camba Cuá (2019)
- Temporadas en Quinta División: 2
  - Torneo del Interior: 1 (2014)
  - Torneo Federal C: 1 (2016)
    - Mejor ubicación en Quinta División: Segunda Ronda 2014
    - Peor ubicación en Quinta División: Primera Fase (2016)
    - Máxima goleada a favor en Quinta División: Mandiyú 6 - 1 Cune (2014)

## Palmarés
| Torneos Nacionales             | Torneos Nacionales                                                           | Torneos Nacionales |
| Competición                    | Títulos                                                                      | Subcampeonatos     |
| Segunda División               | Segunda División                                                             | Segunda División   |
| ------------------------------ | ---------------------------------------------------------------------------- | ------------------ |
| B Nacional (1/0)               | 1987-88                                                                      |                    |
| Tercera División               |                                                                              |                    |
| Torneo del Interior (1/0)      | 1986                                                                         |                    |
| Cuarta División                |                                                                              |                    |
| Federal B (1/0)                | 2016                                                                         |                    |
| Torneos Provinciales           |                                                                              |                    |
| Competición                    | Títulos                                                                      | Subcampeonatos     |
| Provincial de Corrientes (2/0) | 2023, 2025                                                                   |                    |
| Torneos Regionales             |                                                                              |                    |
| Competición                    | Títulos                                                                      | Subcampeonatos     |
| Liga Correntina de Fútbol (13) | 1958, 1960, 1963, 1973, 1976, 1979, 1980, 1982, 1985, 1990, 1992, 2002, 2021 |                    |
| Intermedios (4)                | 1977, 1979, 1980, 1982                                                       |                    |
| Preparativos (4)               | 1972, 1973, 1974, 1975                                                       |                    |
| Apertura (7)                   | 1979, 1980, 1982, 1983, 1984, 1986, 2006                                     |                    |
| Clausura (7)                   | 1975, 1976, 1981, 1982, 1985, 1990, 2005                                     |                    |
| Copa Aniversario (1)           | 2013                                                                         |                    |